# 伍德維爾 (紐約州傑佛遜縣)
伍德維爾（英語：Woodville）是位於美國紐約州傑佛遜縣的非建制地區。

## 歷史
伍德維爾的郵局於1824年設立，其後於1991年停運。

## 地理
伍德維爾所處的海拔為高於海平面97米（即318英呎），而該地所採用的時區為UTC-5，即北美东部时区（EST）。同時該地設有夏令時間，為UTC-5調快一小時，即UTC-4（EDT）。